# Live (Usher)
Live is een album van de Amerikaanse R&B-zanger Usher. Het album is tijdens een live concert opgenomen in Ushers geboorteplaats Chattanooga, Tennessee. Live werd in de Verenigde Staten uitgebracht op 23 maart 1999 en wist daar meer dan 500.000 platen te verkopen. Het album is geproduceerd door Jermaine Dupri, Babyface, Sean Combs en Usher zelf.
Het album bevat de single Just Like Me, een duet met Lil' Kim. Ook staan er 3 remixes op van My Way, Nice & Slow en You Make Me Wanna.

## Tracks
1. "My Way"
2. "Think of You"
3. "Come Back"
4. "Just Like Me - Lil' Kim"
5. "Don't Be Cruel (Intro)"
6. "Every Little Step"
7. "Rock Wit'cha"
8. "Roni"
9. "Pianolude"
10. "I Need Love"
11. "Tender Love"
12. "Bedtime"
13. "Nice and Slow"
14. "You Make Me Wanna"
15. "My Way [JD's Remix]"
16. "Nice and Slow [B-Rock's Basement Mix]"
17. "You Make Me Wanna [Tuff & Jam Dance Mix]"